# Fif Tobossi
 (février 2025).
L'article doit être relu — et modifié si nécessaire — par des contributeurs indépendants pour apporter un regard critique aux contributions effectuées en violation des conditions d'utilisation de Wikipédia, tant sur la forme (notamment concernant le style encyclopédique, la proportionnalité) que sur le fond (la neutralité de point de vue, la qualité et l'indépendance des sources).
Fif Tobossi, né Finagnon Tobossi le 15 août 1983 à Évry-Courcouronnes, est un journaliste, réalisateur, entrepreneur, rappeur, écrivain et conférencier français spécialisé sur la culture urbaine. Il est l'un des trois cofondateurs du média Booska-P.

## Biographie
Il est le co-auteur du livre Le rap est la musique préférée des français, livre écrit avec le directeur d'antenne de Skyrock, Laurent Bouneau.
En 2024, Il co-produit et co-écrit la série documentaire 20 piges, les âges d'or du rap français. Ce documentaire, que Fif Tobossi co-produit avec Only Pro et HK Corp fait le parallèle entre deux époques majeures de l'histoire du rap français: l'âge d'or du rap français (1995-2000) et le second âge d'or du rap Français (2015-2020). 

## Apparitions
En 2020, il joue son propre rôle dans la série Validé de Franck Gastambide diffusée sur Canal+.

## Ouvrage
2014 : Le rap est la musique préférée des français, Éditions Don Quichotte

## Réalisation d'émissions, reportages et documentaires
- 2019 : Fif Stories, sorti chez Booska-P.
- 2020 : Les femmes du rap, sorti sur Mouv' de Radio France.
- 2022 : Patrimoinezer, concept sorti sur sa propre chaîne YouTube.
- 2022 : Imen Es, la petite sœur devenue Queen, diffusé sur France Télévisions.
- 2023 : Patrimoinezer, series d'émissions sorties sur la chaines Youtube Patrimoinezer.
- 2024 : 20 piges, les 2 âges d'or du rap français diffusé sur MTV France.